# 史庄镇
史庄镇，是中华人民共和国河南省新乡市获嘉县下辖的一个乡镇级行政单位。

## 行政区划
史庄镇下辖以下地区：
史庄村、东永安村、西永安村、马庄村、岳庄村、贺庄村、朱庄村、前小屯村、后小屯村、十里铺村、西曹庄村、闫庄村、大清村、邓庄村、西张巨村、陈庄村、中张巨村、东张巨村、杨洼村、江村、李村、高庙村、范庄村、吴庄村和安洼新村。